# Мэр (телесериал)
«Мэр» (англ. The Mayor) — американский комедийный телесериал Джереми Бронсона, премьера которого состоялась на телеканале ABC 3 октября 2017 года.
4 января 2018 года сериал был закрыт после одного сезона. Оставшиеся четыре эпизода стали выходили на Hulu еженедельно с 9 января 2018 года, а затем стали доступны для просмотра на сайте ABC.com с 25 января 2018 года.

## Сюжет
Хип-хоп исполнитель Кортни Роуз в отчаянной попытке продвинуть свою музыкальную карьеру баллотируется на пост мэра своего городка Форт-Грей. Неожиданно для всех, включая самого Кортни, его избирают новым мэром, и у парня начинаются настоящие проблемы, к которым он не готов.

## В ролях
- Брэндон Майкл Холл — Кортни Роуз
- Лиа Мишель — Валентина Барелла
- Бернард Дэвид Джонс — Джермейн Лефордж
- Марсель Спирс — Ти Кей Клифтон
- Иветт Николь Браун — Дина Роуз
- Джиллиан Арменанте — Китти Кавано, (одна из сотрудников Кортни, нанятый Вэл)
- Дэвид Спейд — Эд Гант, (член совета и соперник Кортни на выборах)
- Дэйвид Диггс — Мак, (хип-хоп артист и кумир Кортни)
- Ларри Джо Кэмпбелл — Дик, (один из сотрудников Кортни, нанятый Вэл)
- Ларри Уилмор — Верн Коркер, (финансовый аналитик, работающий в городском совете)
- Анабель Муньос — Габби Монтойя
- Арсенио Холл — Преподобный Очо Окойя
- Кристен Джонстон — начальник полиции Фокса

## Список эпизодов
| № | Название                                               | Режиссёр         | Автор сценария                  | Дата премьеры   | Произв. код | Зрители в США (млн) |
| - | ------------------------------------------------------ | ---------------- | ------------------------------- | --------------- | ----------- | ------------------- |
| 1 | «Пилот» «Pilot»                                        | Джеймс Гриффитс  | Джереми Бронсон                 | 3 октября 2017  | 101         | 4.08                |
| 2 | «Флибустьер» «The Filibuster»                          | Джеймс Гриффитс  | Виджал М. Пател                 | 10 октября 2017 | 102         | 3.44                |
| 3 | «Раскаяние покупателя» «Buyer's Remorse»               | Джон Фортенберри | Джереми Бронсон                 | 17 октября 2017 | 103         | 2.96                |
| 4 | «Город Хэллоуин» «City Hall-oween»                     | Джеймс Гриффитс  | Реджина Й. Хикс                 | 24 октября 2017 | 104         | 2.95                |
| 5 | «Удар» «The Strike»                                    | Тина Мэбри       | Алекс Катбертсон и Мэтт Фасфелд | 31 октября 2017 | 105         | 2.38                |
| 6 | «Примешь ли ты эту розу?» «Will You Accept This Rose?» | Джеймс Гриффитс  | Сара Хэскинс и Эмили Халперн    | 7 ноября 2017   | 106         | 2.62                |
| 7 | «А вот и сам губернатор» «Here Comes the Governor»     | Тристрам Шапиро  | Моника Пэдрик                   | 14 ноября 2017  | 107         | 2.45                |
| 8 | «Памятник человеку» «Monuments Man»                    | Джеймс Гриффитс  | Виджал М. Пател                 | 5 декабря 2017  | 108         | 2.74                |
| 9 | «Серое Рождество» «Grey Christmas»                     | Кевин Брэй       | Сара Хэскинс и Эмили Халперн    | 12 декабря 2017 | 109         | 2.81                |

## Производство
Сериал был официально заказан в производство 11 мая 2017 года.

### Кастинг
26 января 2017 года Брэндон Майкл Холл получил роль Кортни Роуз. Лиа Мишель получила роль Валентины Бареллы 23 февраля 2017 года. 16 марта 2017 года Иветт Николь Браун присоединилась к актёрскому составу в роли Дины Роуз. 16 мая 2017 года стало известно, что Марсель Спирс исполнит роль Ти Кея Клифтона. 27 июля 2017 года Бернард Дэвид Джонс получил роль Джермейна Лефорджа.

### Музыка
Давид Диггс является не только исполнительным продюсером и актёром второго плана проекта, он также написал музыку для сериала.